# Sejm Polskiej Rzeczypospolitej Ludowej II kadencji
Sejm PRL II kadencji – Sejm PRL wybrany w wyborach z 20 stycznia 1957. Okres trwania pełnomocnictw Sejmu trwał od 20 lutego 1957 do 20 lutego 1961.
Do Sejmu wybrano 459 posłów, w tym 19 kobiet (stanowiły 4,14% wszystkich posłów). Tylko 82 posłów zasiadało w poprzednim parlamencie. W czasie kadencji dwóch posłów zrzekło się mandatu poselskiego, zaś sześciu zmarło. W przeprowadzonych wyborach uzupełniających wybrano trzech posłów (okręg wyborczy nr 54 w Wieluniu – 5 maja 1957; okręg wyborczy nr 36 w Myślenicach i okręgu wyborczym nr 108 w Oleśnicy – 19 października 1958 r.).
Posłowie zebrali się łącznie na 8 sesjach zwyczajnych, które trwały 833 dni, co stanowiło 57,9% czasu trwania kadencji. Odbyto 59 posiedzeń plenarnych (I – 20 II 1957, LIX – 17 II 1961), które trwały łącznie 71 dni. Obrady sejmowe trwały 429 h 45 min, czyli jedno posiedzenie plenarne trwało średnio 7 h 17 min. Jedna sesja zwyczajna trwała przeciętnie 104,1 dnia.
Posłowie odbyli ok. 29 000 spotkań poselskich.

## Marszałek Senior
- Bolesław Drobner – Polska Zjednoczona Partia Robotnicza

## Marszałek Sejmu
- Czesław Wycech – Zjednoczone Stronnictwo Ludowe

## Wicemarszałkowie Sejmu
- Jerzy Jodłowski – Stronnictwo Demokratyczne
- Zenon Kliszko – PZPR

## Przewodniczący klubów i kół poselskich
- Zenon Kliszko – PZPR
- Bolesław Podedworny – ZSL
- Jan Karol Wende – SD
- Stanisław Stomma – Koło Poselskie „Znak”

## Skład polityczny Sejmu na początku kadencji
- PZPR – 239 posłów (52,1% wszystkich)
- ZSL – 118 posłów (25,7%)
- SD – 39 posłów (8,5%)
- bezpartyjni – 63 posłów (13,7%) w tym 8 posłów Koła Poselskiego „Znak” (1,74%)

## Posłowie według wieku
- do 25 lat – 2 (0,44% wszystkich)
- od 25 do 30 lat – 17 (3,70%)
- od 31 do 40 lat – 107 (23,31%)
- od 41 do 50 lat – 198 (43,14%)
- od 51 do 60 lat – 113 (24,62%)
- od 61 lat wzwyż – 22 (4,79%)

## Posłowie według wykształcenia
- wyższe – 183 (39,87% wszystkich)
- niepełne wyższe – 27 (5,88%)
- średnie – 132 (28,76%)
- niepełne średnie – 32 (6,97%)
- podstawowe – 85 (18,52%)

## Komisje stałe Sejmu
- Budownictwa i Gospodarki Komunalnej – prof. Jerzy Hryniewiecki (bezpartyjny)
- Gospodarki Morskiej i Żeglugi – Józef Machno (PZPR), od 16 lutego 1960 r. – Florian Wichłacz (PZPR)
- Handlu Wewnętrznego – Bronisław Warowny (ZSL)
- Handlu Zagranicznego – Stanisław Kuziński (PZPR)
- Komunikacji i Łączności – Bolesław Jaszczuk (PZPR); od 13 lipca 1957 r. Zygmunt Garstecki (ZSL); od 21 grudnia 1958 r. Tadeusz Rześniowiecki (ZSL)
- Kultury i Sztuki – Jan Karol Wende (SD)
- Leśnictwa i Przemysłu Drzewnego – Józef Macichowski (PZPR)
- Madatowo-Regulaminowa – Zenon Kliszko (PZPR)
- Obrony Narodowej – Edward Gierek (PZPR)
- Oświaty i Nauki – Kazimierz Maj (ZSL)
- Planu Gospodarczego, Budżetu i Finansów – prof. Oskar Lange (PZPR)
- Pracy i Spraw Socjalnych – Jan Frankowski (bezpartyjny)
- Przemysłu Ciężkiego, Chemicznego i Górnictwa – Józef Olszewski (PZPR)
- Przemysłu Lekkiego, Rzemiosła i Spółdzielczości Pracy – Michalina Tatarkówna-Majkowska (PZPR)
- Rolnictwa i Przemysłu Spożywczego – Zygmunt Załęski (ZSL)
- Spraw Wewnętrznych – Antoni Korzycki (ZSL)
- Spraw Zagranicznych – Jerzy Morawski (PZPR)
- Wymiaru Sprawiedliwości – prof. Jerzy Jodłowski (SD)
- Zdrowia i Kultury Fizycznej – prof. Stanisław Zajączek (SD)

## Komisje nadzwyczajne Sejmu
- Komisja Mandatowa (20 – 26 lutego 1957) – Mieczysław Bogusławski (SD)
- Komisja Regulaminowa (20 lutego – 1 marca 1957) – Zenon Kliszko (PZPR)
- Komisja Nadzwyczajna Ziem Zachodnich (22 marca 1957 – 20 lutego 1961) – prof. Stanisław Kulczyński (SD)
- Komisja Nadzwyczajna do opracowania projektu ustawy o Najwyższej Izbie Kontroli (13 lipca – 13 grudnia 1957) – Roman Zambrowski (PZPR)
- Komisja Nadzwyczajna do rozpatrzenia projektu ustawy o radach narodowych (30 grudnia 1957 – 25 stycznia 1958) – Zenon Kliszko (PZPR)
- Komisja Nadzwyczajna do rozpatrzenia projektu ustawy o spółdzielniach i ich związkach (12 marca 1958 – 17 lutego 1961) – Edmund Pszczółkowski (PZPR)
- Komisja Nadzwyczajna do rozpatrzenia projektu ustawy o samorządzie robotniczym (2 – 20 grudnia 1958) – Ignacy Loga-Sowiński (PZPR)

## Dorobek ustawodawczy
Sejm uchwalił 174 ustawy, w tym 136 jednogłośnie i 38 niejednogłośnie. W przypadku 163 ustaw (93,7% wszystkich) inicjatywa ustawodawcza wyszła od rządu, 1 ustawa (0,6%) od Rady Państwa, zaś 10 z inicjatywy posłów (5,7%), w tym zaś tylko 2 z komisji sejmowych (1,1%).

## Interpelacje
Posłowie zgłosili 140 interpelacji, w tym członkowie PZPR – 43, ZSL – 17, SD – 15 i bezpartyjni – 50, w tym „Znak” – 18, zaś 15 interpelacji było zgłoszone łącznie przez posłów różnych partii politycznych. Wśród 140, 112 interpelacji było złożonych indywidualnie przez posłów, zaś 28 zbiorowych, w tym 2 przez komisje sejmowe. Tylko na 2 interpelacje odpowiedziano na plenum sejmu. Wśród adresatów interpelacji znaleźli się: premier – 46; wicepremierzy – 4; ministrowie – 87 i prokurator generalny – 3.